# Nymphaea conardii
Nymphaea conardii ist eine Pflanzenart aus der Gattung der Seerosen (Nymphaea) innerhalb der Familie der Seerosengewächse (Nymphaeaceae). Diese Wasserpflanze ist in der Neotropis vom südlichen Mexiko bis ins tropische Südamerika weitverbreitet.

## Beschreibung

### Vegetative Merkmale
Nymphaea conardii ist eine ausdauernde krautige Pflanze. Es werden bei einer Länge von etwa 4,5 cm eiförmige Rhizome gebildet.
Die Laubblätter sind in Blattstiel und -spreite gegliedert. Der kahle Blattstiel ist maximal 4 mm breit mit zwei bis vier primären und vier bis sechs sekundären Luftkanälen. Die einheitlich grüne Blattspreite ist bei einer Länge von bis zu 18 cm sowie einer Breite von bis zu 14 cm eiförmig-elliptisch. Die Blattnervatur mit 9 bis 15 Hauptadern ist netzartig und dichotomisch.

### Generative Merkmale
Die nachtblühenden Blüten schwimmen auf der Wasseroberfläche. Der kahle, robuste, grüne Blütenstiel weist fünf oder sechs primäre, zentrale und zehn bis zwölf sekundäre, periphere Luftkanäle auf. Die Blüten haben unterschiedliche Blütenhüllblätter. Die einheitlich grünen Kelchblätter sind bei einer Länge von 3–6 cm sowie einer Breite von 1–3 cm länglich-eiförmig mit spitz zulaufendem oder leicht gerundetem oberen Ende.
Die Früchte sind 1,5–1,7 cm lang und 2,5–2,9 cm breit. Die granulösen, pilösen, ellipsoiden Samen haben Trichome, welche in unterbrochenen Längslinien angeordnet sind. Diese Trichome sind 10–60 µm lang.

## Zytologie
Es liegt Diploidie mit einer Chromosomenzahl von 2n = 28 vor.

## Reproduktion

### Vegetative Vermehrung
Zu Beginn der Wachstumsphase werden Ausläufer gebildet, proliferierende Pseudanthien treten jedoch nicht auf.

### Generative Vermehrung
Selbstbestäubung der protogynen Blüten wird durch eine verlängerte weibliche Phase möglich, da die Narbe auch am zweiten Tag, wenn der Pollen freigesetzt wird, ihre Funktion beibehält. Die Samenausbreitung erfolgt durch Wasser (Hydrochorie) oder durch Vögel (Ornithochorie).

## Systematik

### Taxonomie
Das Typusexemplar wurde am 29. August 1981 von J. H. Wiersema und A. Gonzalez aus einem Teich in der Gemeinde Sosa in Barinas, Venezuela, gesammelt.
Die Erstbeschreibung von Nymphaea conardii erfolgte 1984 durch John Harry Wiersema in Systematics of Nymphaea subgenus Hydrocallis (Nymphaeaceae). I. Four New Species from the Neotropics. in Brittonia, Volume 36, Issue 3, 213. Das Artepitheton conardii ehrt den Botaniker Henry Shoemaker Conard (1874–1971).

### Position innerhalb von der GattungNymphaea
Die Nymphaea conardii wird in die Untergattung Nymphaea subg. Hydrocallis eingeordnet. Sie ist eng verwandt mit Nymphaea gardneriana, Nymphaea glandulifera und Nymphaea jamesoniana.

## Vorkommen und Gefährdung
Nymphaea conardii ist in der Neotropis vom südlichen Mexiko über Zentralamerika und die Großen Antillen bis ins tropische Südamerika weitverbreitet. Es gibt Fundortangaben für die südlichen mexikanischen Bundesstaaten Chiapas, Oaxaca, Tabasco sowie Veracruz de Ignacio de la Llave, das westliche Kuba, die Dominikanische Republik, Haiti sowie Puerto Rico, Belize, das östliche Costa Rica, Honduras, Nicaragua, El Salvador sowie Panama und Kolumbien (La Guajira, Santander). Venezuela (Apure, Bolívar, Zulia, Cojedes, Nueva Esparta, Portuguesa, Carabobo, Táchira, Trujillo, Delta Amacuro), Guyana und die brasilianischen Bundesstaaten Alagoas sowie Pará.

### Lebensraum
Nymphaea conardii kommt in überschwemmte Savannen, flachen Lagunen und Morichales mit stehendem Wasser (besonders Feuchtgebiete, die durch das Vorhandensein der Moriche-Palme Mauritia flexuosa charakterisiert sind) in Höhenlagen von 0 bis 200 Metern vor. Sie kommt auch in Teichen und in kleineren temporären Gewässern vor.

### Gefährdung
Nymphaea conardii wird in der westkubanischen Provinz Pinar del Río als VU = „Vulnerable“ = „gefährdet“ eingestuft.